# (30960) 1994 UV2
(30960) 1994 UV2 est un astéroïde de la ceinture principale d'astéroïdes découvert en 1994.

## Description
(30960) 1994 UV2 a été découvert le 26 octobre 1994 à Kushiro (Japon) par Seiji Ueda et Hiroshi Kaneda.

### Caractéristiques orbitales
L'orbite de cet astéroïde est caractérisée par un demi-grand axe de 2,30 ua, un périhélie de 1,86 ua, une excentricité de 0,19 et une inclinaison de 2,79° par rapport à l'écliptique. Du fait de ces caractéristiques, à savoir un demi-grand axe compris entre 2 et 3,2 ua et un périhélie supérieur à 1,666 ua, il est classé, selon la JPL Small-Body Database, comme objet de la ceinture principale d'astéroïdes.

### Caractéristiques physiques
(30960) 1994 UV2 a une magnitude absolue (H) de 15,6 et un albédo estimé à 0,436.